# Klaus Knopper
Pour les articles homonymes, voir Knopper.
Klaus Knopper (né en 1968 à Ingelheim, en Allemagne) est le développeur principal de la distribution GNU/Linux Knoppix (Knopper's *nix), initiée à la fin des années 1990.
Ingénieur diplômé de la Technische Universität Kaiserslautern (Université de technologie de Kaiserslautern), il est analyste programmeur, et professeur à la Hochschule Kaiserslautern (Université des sciences appliquées de Kaiserslautern). Il est également consultant.
En 1996, Klaus Knopper est l'un des cofondateurs de l'événement LinuxTag (en), consacré aux logiciels libres et particulièrement à Linux. Il répond aux questions des utilisateurs dans la rubrique « Ask Klaus! » du mensuel Linux Magazine.